# Фактор зсідання крові VII
F7 (англ. Coagulation factor VII, Проконвертин) — білок, який кодується однойменним геном, розташованим у людей на короткому плечі 13-ї хромосоми. Довжина поліпептидного ланцюга білка становить 466 амінокислот, а молекулярна маса — 51 594.
| 10         |  | 20         |  | 30         |  | 40         |  | 50         |
| ---------- |  | ---------- |  | ---------- |  | ---------- |  | ---------- |
| MVSQALRLLC |  | LLLGLQGCLA |  | AGGVAKASGG |  | ETRDMPWKPG |  | PHRVFVTQEE |
| AHGVLHRRRR |  | ANAFLEELRP |  | GSLERECKEE |  | QCSFEEAREI |  | FKDAERTKLF |
| WISYSDGDQC |  | ASSPCQNGGS |  | CKDQLQSYIC |  | FCLPAFEGRN |  | CETHKDDQLI |
| CVNENGGCEQ |  | YCSDHTGTKR |  | SCRCHEGYSL |  | LADGVSCTPT |  | VEYPCGKIPI |
| LEKRNASKPQ |  | GRIVGGKVCP |  | KGECPWQVLL |  | LVNGAQLCGG |  | TLINTIWVVS |
| AAHCFDKIKN |  | WRNLIAVLGE |  | HDLSEHDGDE |  | QSRRVAQVII |  | PSTYVPGTTN |
| HDIALLRLHQ |  | PVVLTDHVVP |  | LCLPERTFSE |  | RTLAFVRFSL |  | VSGWGQLLDR |
| GATALELMVL |  | NVPRLMTQDC |  | LQQSRKVGDS |  | PNITEYMFCA |  | GYSDGSKDSC |
| KGDSGGPHAT |  | HYRGTWYLTG |  | IVSWGQGCAT |  | VGHFGVYTRV |  | SQYIEWLQKL |
| MRSEPRPGVL |  | LRAPFP     |  |            |  |            |  |            |

A: Аланін

C: Цистеїн

D: Аспарагінова кислота

E: Глутамінова кислота

F: Фенілаланін

G: Гліцин

H: Гістидин

I: Ізолейцин

K: Лізин

L: Лейцин

M: Метіонін

N: Аспарагін

P: Пролін

Q: Глутамін

R: Аргінін

S: Серин

T: Треонін

V: Валін

W: Триптофан

Кодований геном білок за функціями належить до гідролаз, протеаз, серинових протеаз.
Задіяний у таких біологічних процесах, як зсідання крові, гемостаз, альтернативний сплайсинг.
Білок має сайт для зв'язування з іоном кальцію.
Секретований назовні.